# Inovce
Inovce (in ungherese: Éralja) è un comune della Slovacchia facente parte del distretto di Sobrance, nella regione di Košice.